# قضیه ویریال
قضیه ویریال (انگلیسی: Virial theorem) در مکانیک معادله‌ای کلی ارائه می‌کند که میانگین انرژی جنبشی کل یک سیستم پایدار از ذرات گسسته را در طول زمان با انرژی پتانسیل کل سیستم مرتبط می‌کند. از نظر ریاضی، قضیه نشان می‌دهد که:
{\displaystyle \left\langle T\right\rangle =-{\frac {1}{2}}\,\sum _{k=1}^{N}{\bigl \langle }\mathbf {F} _{k}\cdot \mathbf {r} _{k}{\bigr \rangle }}
برای مجموع انرژی جنبشی ⟨T⟩ از تعداد N ذرات، جایی که Fk ذرات نیرو بر kام ذره است، که در مقابل قرار گرفته rk, و قلاب‌ها نشان‌دهندهٔ میانگین در طول زمان کمیت محصور شده‌است. واژهٔ ویریال برای سمت راست معادله مشتق از vis, لاتین واژه برای "نیرو" یا "انرژی" که تعریف فنی آن را رودلف کلاوزیوس در ۱۸۷۰ ارائه داده بود.
اهمیت قضیه ویریال این است که اجازه می‌دهد میانگین کل انرژی جنبشی حتی برای سیستم‌های بسیار پیچیده‌ای که از یک راه حل دقیق سرپیچی می‌کنند، مانند آنچه در مکانیک آماری در نظر گرفته می‌شود، محاسبه شود. این میانگین کل انرژی جنبشی به تعادل گرمایی سیستم با قضیه همزاد مرتبط است. با این حال، قضیه ویریال به مفهوم دما بستگی ندارد و حتی برای سیستم‌هایی که در [[تعادل گرمایی نیستند نیز صادق است. قضیه ویریال از راه‌های مختلفی تعمیم داده شده‌است، به ویژه به شکل تانسور.